# میدلند پارک (نیوجرسی)
میدلند پارک (به انگلیسی: Midland Park) شهری در ایالت نیوجرسی کشور ایالات متحده آمریکا است که جمعیت آن در سرشماری سال ۲۰۱۰ میلادی، ۷٬۱۲۸ نفر بوده‌است.